# Arie Bieshaar
Adrianus „Arie” Gerardus Bieshaar (ur. 15 marca 1899 w Amsterdamie, zm. 21 stycznia 1965 w Haarlemie) – piłkarz holenderski grający na pozycji napastnika. W swojej karierze rozegrał 4 mecze w reprezentacji Holandii.

## Kariera klubowa
W swojej piłkarskiej karierze Bieshaar grał w klubie HFC Haarlem.

## Kariera reprezentacyjna
W reprezentacji Holandii Bieshaar zadebiutował 29 sierpnia 1920 roku w wygranym 5:4 meczu Igrzysk Olimpijskich w Antwerpii ze Szwecją. Na tych igrzyskach zdobył brązowy medal. Od 1920 do 1923 roku rozegrał w kadrze narodowej 4 mecze.